# Papuligobius ocellatus
Papuligobius ocellatus är en fiskart som först beskrevs av Fowler, 1937.  Papuligobius ocellatus ingår i släktet Papuligobius och familjen smörbultsfiskar. IUCN kategoriserar arten globalt som livskraftig. Inga underarter finns listade i Catalogue of Life.